# دراگان سیمئونوویچ
دراگان سیمئونوویچ (انگلیسی: Dragan Simeunović؛ زادهٔ ۱۷ سپتامبر ۱۹۵۴) بازیکن فوتبال اهل یوگسلاوی بود.
از باشگاه‌هایی که در آن بازی کرده‌است می‌توان به باشگاه فوتبال ستاره سرخ بلگراد، باشگاه فوتبال واردار، و باشگاه فوتبال بئوگراد اشاره کرد.
وی همچنین در تیم ملی فوتبال یوگسلاوی بازی کرده‌است.